# Leopold Ludwik Wittelsbach (Pfalz-Veldenz)
Leopold Ludwik Wittelsbach (ur. 1 lutego 1625  – zm. 29 września 1694) – hrabia palatyn i książę Palatynatu-Veldenz.
Syn księcia Jerzego Gustawa i Marii Elżbiety Wittelsbach. Jego dziadkami byli: Jerzy Jan Wittelsbach i Anna Maria Wazówna oraz Jan I Wittelsbach i Magdalena, księżniczka Jülich-Kleve-Berg.
Po śmierci ojca w 1634 roku odziedziczył tereny Palatynatu-Veldenz, jako jedyny syn który przeżył ojca. W czasie wojny trzydziestoletniej oraz wojny palatynackiej jego tereny były okupowane. 
4 czerwca 1648 roku ożenił się z Agatą (1632-1681) księżniczką Hanau. Ich dziećmi byli:
- Anna Zofia (1650-1706)
- Gustaw Filip (1651-1679)
- Elżbieta Joanna (1653-1718)
- Christina (1654-1655)
- Christina Luiza (1655-1656)
- Christian Ludwik (1656-1658)
- Dorota (1658-1723) – żona Gustawa Samuela Wittelsbacha księcia Zweibrücken
- Leopold Ludwik (1659-1660)
- Karol Jerzy (1660-1686)
- Agata Eleonora (1662-1664)
- August Leopold (1663-1689)